# Andriej Kowalenko
Andriej Nikołajewicz Kowalenko, ros. Андрей Николаевич Коваленко (ur. 7 czerwca 1970 w Bałakowie) – rosyjski hokeista, reprezentant ZSRR, WNP i Rosji, olimpijczyk. Działacz hokejowy.
Jego synowie Nikołaj (ur. 1999) i Daniła (ur. 2001) także zostali hokeistami.

## Kariera
- Torpedo Gorki (1987-1988)
- CSKA Moskwa (1988-1992)
  -  SKA MWO (1988-1989)
- Quebec Nordiques (1992-1995)
  -  Łada Togliatti (1994)
- Colorado Avalanche (1995)
- Montreal Canadiens (1995-1996)
- Edmonton Oilers (1996-1996)
- Philadelphia Flyers (1999)[3][4]
- Carolina Hurricanes (1999-2000)
- Boston Bruins (2000-2001)
- Łokomotiw Jarosław (2001-2004)
- Awangard Omsk (2004-2005)
- Siewierstal Czerepowiec (2005-2008)

Wychowanek Torpedo Gorki. W lidze NHL rozegrał w niej dziewięć sezonów. Zyskał wówczas przydomek Rosyjski Czołg z racji swojej dużej postury i umiejętności przedzierania się przez zawodników rywali
Uczestniczył w turniejach mistrzostw świata juniorów do lat 20 i Canada Cup (w barwach ZSRR), zimowych igrzyskach olimpijskich 1992 (WNP) oraz mistrzostw świata seniorów w 1992, 1994, 2000, 2002 i Pucharu Świata 1996, 2004 (Rosja).
Karierę zakończył w 2008. Następnie został przewodniczącym związku zawodników w rozgrywkach KHL. W lipcu został wybrany na kolejną, pięcioletnią kadencję.
Ponadto w ramach amatorskich rozgrywek hokejowych, powołanych przez prezydenta Władimira Putina i weteranów radzieckiego i rosyjskiego hokeja pod nazwą Nocna Hokejowa Liga działa w radzie dyrektorów jako kurator Konferencji Centrum.
Podczas weekendu Meczu Gwiazd KHL 2015 był kapitanem jednej z drużyn w spotkaniu legend hokejowych.

## Sukcesy

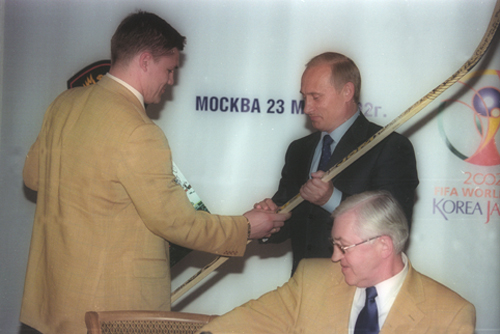
Andriej Kowalenko wręcza Władimirowi Putinowi pamiątkowy kij hokejowy (2002)

Reprezentacyjne
- Srebrny medal mistrzostw świata juniorów do lat 20: 1990 z ZSRR
- Złoty medal igrzysk olimpijskich: 1992 z WNP
- Srebrny medal mistrzostw świata: 2002 z Rosją

Klubowe
- Złoty medal mistrzostw ZSRR: 1989 z CSKA Moskwa
- Srebrny medal mistrzostw ZSRR: 1990, 1992 z CSKA Moskwa
- Puchar Europy: 1990 z CSKA Moskwa
- Puchar Spenglera: 1991 z CSKA Moskwa
- Mistrzostwo dywizji NHL: 1995 z Quebec Nordiques
- Złoty medal mistrzostw Rosji: 2002, 2003 z Łokomotiwem Jarosław
- Puchar Mistrzów: 2005 z Awangardem Omsk

Indywidualne
- Puchar Spenglera 1991:
  - Skład gwiazd turnieju
- Superliga rosyjska w hokeju na lodzie (2001/2002):
  - Pierwsze miejsce w klasyfikacji strzelców w sezonie zasadniczym: 26 goli
  - Pierwsze miejsce w klasyfikacji kanadyjskiej w sezonie zasadniczym: 44 punkty
  - Złoty Kij - Najbardziej Wartościowy Gracz (MVP) rundy zasadniczej
  - Złoty Kask (przyznawany sześciu zawodnikom wybranym do składu gwiazd sezonu)
- Superliga rosyjska w hokeju na lodzie (2002/2003):
  - Pierwsze miejsce w klasyfikacji strzelców w fazie play-off:
  - Pierwsze miejsce w klasyfikacji kanadyjskiej w fazie play-off:
  - Złoty Kij - Najbardziej Wartościowy Gracz (MVP) rundy zasadniczej
  - Nagroda Mistrz Play-off: 9 punktów (5 goli i 4 asysty) w 10 meczach
  - Złoty Kask (przyznawany sześciu zawodnikom wybranym do składu gwiazd sezonu)
- Superliga rosyjska w hokeju na lodzie (2003/2004):
  - Pierwsze miejsce w klasyfikacji strzelców:
- Puchar Mistrzów IIHF 2005:
  - Trzecie miejsce w klasyfikacji asystentów turnieju: 4 asysty
  - Skład gwiazd turnieju

Wyróżnienia
- Zasłużony Mistrz Sportu ZSRR w hokeju na lodzie: 1992
- Rosyjska Galeria Hokejowej Sławy: 2014